# Fahed Attal
Fahed Attal (àrab: فهد عتال, Fahd ʿAttāl) (Qalqilya, 1 de gener de 1985) és un futbolista palestí, que de 2006 a 2010 va jugar en la posició de davanter a l'Al-Jazeera de Jordània.
És el segon líder golejador de tots els temps en la història de la selecció de futbol de Palestina, darrere del seu compatriota el davanter Ziyad al-Kord, amb 12 gols en 16 partits. Tots els gols amb la selecció els va marcar l'any 2006 fet que li va valer el reconeixement de la IFFHS (Federació Internacional d'Història i Estadística de Futbol) com a vuitè màxim golejador mundial de seleccions al costat de David Villa i Bastian Schweinsteiger Attal també va ser inclòs a la llista restringida de la Confederació Asiàtica de Futbol de 10 jugadors escollits per al premi de Jugador de l'Any 2006 de l'AFC.